# Tadeusz Bocheński Lannsdorf
Tadeusz Bocheński z przydomkiem Lannsdorf (ur. 8 listopada 1791 we Frankówce, zm. 8 kwietnia 1849 w Rudzie Malenieckiej) – ziemianin, oficer.

## Życiorys
Urodził się we wsi Frankówka na Podolu. Był synem skarbnika sanockiego Franciszka i Katarzyny z Watt-Kosickich. Był wychowywany w konwikcie bazylianów w Barze na Podolu. 
Uciekł z konwiktu do armii napoleońskiej. Brał udział w kampaniach 1809 i 1812. 20 stycznia 1812 mianowany podporucznikiem. Odznaczył się w bitwie nad Berezyną.
Po upadku Napoleona wstąpił do administracji Królestwa Kongresowego jako członek rady administracyjnej powiatu rawskiego. Powstanie listopadowe zastało go w podróży do Rumunii, czego do końca życia miał żałować.

## Działalność gospodarcza
Tadeusz Bocheński około połowy XIX wieku wysunął się na czoło najbogatszych ziemian w ówczesnej guberni radomskiej. Jego rozległy majątek szacowano na 363 000 rubli. W 1824 roku z pomocą swego szwagra Józefa Lubowidzkiego – wiceprezesa Banku Polskiego, zakupił od Niemca – księcia Karola Hessen–Darmstadt dobra Maleniec. Przy pomocy kredytów wspomnianego banku rozbudował i unowocześnił swoje zakłady. 
Wybudował dwa nowe wielkie piece w Miedzierzy i w Cieklińsku. Wzniósł pudlingarnię i walcownię w Rudzie Malenieckiej. W działającym już Maleńcu pracowały: walcownia blachy, topornia, fryzownia i 4 fryszerki, z których dwie unowocześnił. W 1840 roku dzięki nowym piecom wyprodukowano 40 000 cetnarów surówki. W 1844 roku zwolnił włościan w swoich dobrach z pańszczyzny i zadbał o opiekę lekarską swoich pracowników zatrudniając lekarza, któremu przydzielił mieszkanie służbowe w Cieklińsku. 
Założył też Bibliotekę Bocheńskich w Rudzie Malenieckiej.
W 1844 roku w zakładach Bocheńskiego pracowało 150 robotników, a wartość produkcji  wyniosła 93 200 rubli. Do końca lat czterdziestych XIX wieku były to najnowocześniejsze prywatne zakłady górniczo-hutnicze w Królestwie Polskim.
Po śmierci Tadeusza Bocheńskiego 18 kwietnia 1849 roku w Rudzie Malenieckiej dobra przeszły w posiadanie jego synów, Franciszka i Józefa.